# 普門寺 (加須市)
普門寺（ふもんじ）は、埼玉県加須市にある真言宗智山派の寺院。

## 歴史
創建年代は不明である。ただ1515年（永正12年）に栄鑁が中興していることから、それ以前から存在していたものと推測される。
かつては末寺45か寺を擁する大寺院であったが、1853年（嘉永6年）と1877年（明治10年）の火災により、仁王門以外の堂宇を失っている。
境内には、「富永金太郎の墓」がある。金太郎は1300石の旗本の出身で、当地は旗本富永家の所領であった。金太郎が長じたときは既に明治になっており、秩禄処分で家禄を失ったため、金太郎は群馬県警察部の警察官となった。1883年（明治16年）6月9日、群馬県碓氷郡入山村（現・群馬県安中市松井田町入山）において、金太郎は賊の反撃に遭い殉職した。金太郎殉職の報を受け、旧所領の領民だった当地の住民は金太郎の遺髪を貰い受け、墓に葬ることになった。金太郎の実家の旗本富永家は善政を敷いていたことから、地域住民は維新後も富永家に対する恩義を感じていた。世が世なら「我らの殿様」だった金太郎の壮絶な最期を受け、富永家の恩義に報いようとしたのである。

## 文化財
- 普門寺の青石塔婆（加須市指定有形文化財 昭和31年4月16日指定）[3]

## 交通アクセス
- 花崎駅より徒歩19分。